# Chùa Khỉ
Chùa Khỉ (tên gọi chính là Thiền viện trúc lâm Chân Nguyên), tọa lạc tại chân núi Minh Đạm, thuộc thị trấn Phước Hải, huyện Long Đất, tỉnh Bà Rịa-Vũng Tàu. Ngôi chùa được xây dựng vào năm 1990

## Kiến trúc
Thiền Viện Trúc Lâm Chân Nguyên (Chùa Khỉ), thuộc thiền phái Đại Thừa, kiến trúc mang dáng dấp của Trúc Lâm Đà Lạt, chùa tọa lạc nơi chân núi Minh Đạm thuộc thị trấn Phước Hải, cách đèo Nước Ngọt Long Hải chỉ hơn cây số.